# José Elduayen Gorriti
José Elduayen Gorriti (Madrid, 22 de juny de 1823 - Madrid, 24 de juny de 1898) va ser un enginyer i polític espanyol, ministre d'Hisenda durant el regnat d'Amadeu I, ministre d'Ultramar i ministre d'Estat durant el regnat d'Alfons XII i novament ministre d'Estat i ministre de Governació durant la regència de Maria Cristina d'Habsburg-Lorena.

## Família
Va casar en primeres nupcias amb la filla del marquès de Valladares i en segones nupcias amb Purificació Fontán y Pérez-Palma y Marcó del Pont, neta del vigués Buenaventura Marcó del Pont i filla de Ventura Fontán y Marcó del Pont, Administrador- Director del Real Lloc del Buen Retiro i de la seva fàbrica de porcellana, marquesa del Pazo de la Mercè, fundadora de l'Institut a Tortóreos i patrona del vaixell de l'armada Purificación Fontán.

## Biografia
Després d'obtenir la llicenciatura en Enginyeria de Camins, Canals i Ports l'any 1844, dirigeix les obres del Ferrocarril de Llangréu que es va a convertir en la tercera línia fèrria inaugurada a Espanya, després de les línies Barcelona - Mataró i Madrid - Aranjuez, i la primera amb projecte enterament espanyol. En 1855 es traslladà a Vigo. Participà en la creació de la Companyia Medina-Zamora-Ourense-Vigo (MZOV), assumint des de 1865 el control total de l'empresa. Amb base en el negoci ferroviari va crear una ampla xarxa clientelar a la província de Pontevedra.
Marquès del Pazo de la Merced des de 1875, militarà en el Partit Conservador, amb el qual concorrerà a les eleccions de 1857 obtenint un escó en el Congrés per Vigo, Pontevedra. En les successives eleccions celebrades fins a 1879 tornarà a obtenir un escó per aquesta circumscripció amb excepció de les eleccions de 1867. En 1878 passarà al Senat com a senador vitalici arribant a presidir la Cambra alta entre 1896 i 1898.
Va ser ministre d'Hisenda entre el 26 de maig i el 13 de juny de 1872 en un govern que presidiria Francisco Serrano Domínguez, ministre d'Ultramar en dues ocasions: entre el 12 de febrer de 1878 i el 7 de març de 1879, i entre el 9 de desembre de 1879 i el 19 de març de 1880 a sengles governs Cánovas destacant en aquesta segona etapa la promulgació de la Llei d'Abolició de l'esclavitud a Espanya que posava fi a les pràctiques esclavistes encara vigents en Cuba. Posteriorment seria ministre d'Estat fins a en tres ocasions: entre el 19 de març de 1880 i el 8 de febrer de 1881, entre el 18 de gener de 1884 i el 27 de novembre de 1885, i entre el 19 de gener i el 5 de març de 1896 en totes les ocasions sota la presidència novament d'Antonio Cánovas. Finalment, entre el 23 de novembre de 1891 i el 25 de juny de 1892 va ser ministre de Governació en un altre gabinet Cánovas.
També va ser governador civil de Madrid i governador del Banc d'Espanya entre 1877 i 1878.